# Universitat Pontifícia Salesiana
La Universitat Pontifícia Salesiana (en italià: Università Pontificia Salesiana; en llatí: Pontificia Studiorum Universitas Salesiana) és una universitat pontifícia italiana dirigida pels Salesians de Don Bosco. Té tres campus, un a Roma, un a Torí i un a Jerusalem. La Universitat Pontifícia Salesiana és membre ordinari de la Federació Internacional d'Universitats Catòliques, la Federació Europea d'Universitats Catòliques, l'Associació Europea d'Universitats i l'Associació Internacional d'Universitats.

## Història
La universitat va començar amb la fundació de l'estudiantat teològic de Foglizzo Canavese el 1904, que el 1923 es va traslladar a Torí. La universitat va ser erigida canònicament per la Congregació per a l'Educació Catòlica amb el decret del 3 de maig de 1940 (Prot. N. 265/40) amb el títol oficial Pontificio Ateneo Salesiano. Durant la Segona Guerra Mundial, estudiants i professors van ser traslladats a la casa salesiana a Bànhol, al Piemont.
El 1958, l'Ateneu Pontifici Salesià es va traslladar a Roma. El 24 de maig de 1973, el Papa Pau VI va aprovar el seu nou títol Pontificia Studiorum Universitas Salesiana (Universitat Pontifícia Salesiana) amb el motu propri Magisterium vitae. El 8 de desembre de 1986, es va constituir un Departament de Pastoral Juvenil i Catequesi per un acord entre les Facultats de Teologia i Ciències de l'Educació.
El 2012, la Facultat de Ciències de la Comunicació Social va començar a oferir als sacerdots catòlics (que, en virtut dels seus estudis sacerdotals, posseeixen una llicenciatura en Filosofia o Teologia) un màster de tres anys en Comunicació Pastoral que inclou una llicenciatura d'un any en Comunicació.
El 10 d'octubre de 2006, el cardenal Tarcisio Bertone, en el seu primer any com a cardenal secretari d'Estat, va pronunciar una homilia celebrant l'obertura del nou curs acadèmic.

## Rectors
- Andrea Gennaro (1940-1952)
- Eugenio Valentini (1952-1958)
- Alfons Maria Stickler (1958-1966)
- Gino Corallo (1966-1968)
- Luigi Calonghi (1968-1971)
- Antonio María Javierre Ortas (1971-1974)
- Pietro Braido (1974-1977)
- Raffaele Farina (1977-1983)
- Roberto Giannatelli (1983-1989)
- Tarcisio Bertone (1989- 1991)
- Angelo Amato (1991-1991) – pro-rettore
- Raffaele Farina (1991-1997)
- Michele Pellerey (1997-2003)
- Mario Toso (2003-2009)
- Carlo Nanni (2009-2015)
- Mauro Mantovani (2015-2021)
- Andrea Bozzolo (des de 2021)